# 마야 카잔
마이아 커잰(Maya Kazan, 1986년 11월 24일 ~ )은 미국의 배우이다.